# Methyl aminolevulinate
Methyl aminolevulinate (MAL) là một loại thuốc được sử dụng như một chất nhạy cảm trong liệu pháp quang động. Nó là một tiền chất được chuyển hóa thành protoporphyrin IX. Nó được bán trên thị trường với tên Metvix.
Kem Metvix được bôi tại chỗ và một thời gian sau, da được chiếu sáng bằng nguồn đèn đỏ (630 nm) (đèn y tế 'Aktilite') để kích hoạt chất nhạy cảm ánh sáng.
Metvix được phát triển bởi Photocure và Galderma đã mua tất cả các quyền đối với Metvix.

## Phê duyệt và chỉ định

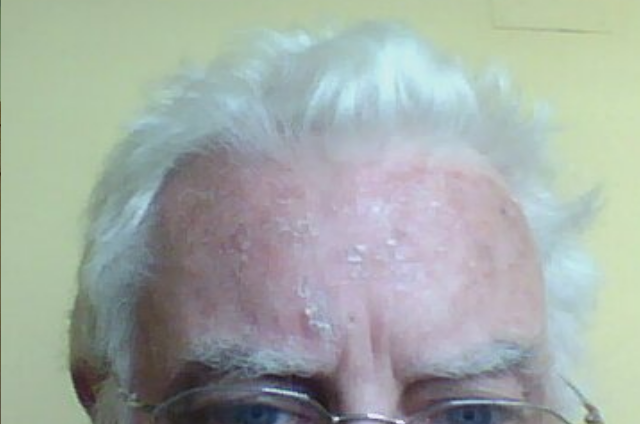
Kết quả tạm thời của liệu pháp quang trị liệu cho bệnh keratosis tím với Metvix một tuần sau khi tiếp xúc. Bệnh nhân có làn da sáng và đôi mắt xanh.

Methyl aminolevulinate được chấp thuận ở New Zealand để điều trị ung thư biểu mô tế bào đáy.
Nó hiện đã được phê duyệt ở nhiều quốc gia và đã được sử dụng để điều trị ung thư da không phải khối u ác tính (bao gồm ung thư biểu mô tế bào đáy).
Nó có một số lợi thế so với Levulan.
Nó đã được báo cáo là gây tranh cãi trong một số quý, với nỗi đau nghiêm trọng được cho là của một số bệnh nhân.